# Мека мебел
Мека мебел се нарича всяка тапицирана с плат или кожа мебел, върху която се седи или спи. Пълнеж за меката мебел може да е дунапрен, естествена вата или пух, силиконова вата или пух, пенолатекс.